# Ercole Olgeni
Ercole Olgeni, född 11 december 1883 i Venedig, död 14 juli 1947 i Venedig, var en italiensk roddare.
Olgeni blev olympisk guldmedaljör i tvåa med styrman vid sommarspelen 1920 i Antwerpen.